# Paolo Capovilla
Gianpaolo Capovilla, detto "Paolo" (Padova, 20 settembre 1945 – Padova, 11 ottobre 1997), è stato un pittore, regista e attore italiano.
Dal 1956 al 1960 studiò nel seminario di Thiene e in seguito al Liceo classico Tito Livio di Padova.
Nei primi anni sessanta fece parte dell'associazione culturale giovanile Lo Stanzone e organizzò una serata dedicata a Robert Musil e alla sua opera L'uomo senza qualità.
Si iscrisse all'Università di Padova alla facoltà di Lettere e poi, dal 1966 al 1968, studiò regia al Centro Sperimentale di Cinematografia di Roma.
Il suo film Tabula rasa (1968), interpretato da Sibilla Sedat e Sandro Bernardoni oltre che da lui stesso, venne proiettato in diverse città italiane (Roma, Venezia, Pesaro, Padova) e francesi (Parigi, Nantes), in Svizzera a Bellinzona ed in Belgio a Bruxelles e Lovanio. Fu anche presentato alla Mostra internazionale del Nuovo Cinema di Pesaro. Nel 1969 recitò nel film Partner di Bernardo Bertolucci e nella miniserie televisiva Atti degli Apostoli di Roberto Rossellini..
Dopo il periodo trascorso a Roma, viaggiò con il fratello Gianni e con Sandro Bernardoni in Belgio, Svizzera, Francia, Jugoslavia. Trascorse alcuni mesi nella comune di Lima con Mark Gevaert a Sint-Martens-Latem nelle Fiandre in Belgio ed a Parigi con Breyten Breytenbach, poeta e pittore sudafricano. Iniziò a soffrire di gravi problemi mentali.
Cominciò a dipingere nel 1975. Dipinse nella casa natale di Bagnoli di Sopra ma anche in altri luoghi come Montemerlo sui Colli Euganei o in Via Savonarola a Padova.
Nel 1976, dalla sera del 6 maggio - giorno del terremoto in Friuli - iniziò a soggiornare spesso presso la Casa Studente Ippolito Nievo in Via Cristoforo Moro 4, dove un gruppo di studenti gli offrì la possibilità di avere a piano terra un vero e proprio laboratorio/atelier (nella ex-sala musicale rivestita di sughero): qui dipingeva di sera e spesso a notte fonda, continuando fino al mattino successivo (con pochi momenti di pausa uscendo nel grande parco/campo sportivo a fumare una sigaretta o bere un caffè). Qui trovò un ambiente consono e rispettoso della sua "nuova scelta pittorica", dopo l'esperienza cinematografica romana, che gli consentì così di produrre più o meno un'opera ogni 3 giorni. 
Ritornò qualche volta in Belgio negli anni ottanta per visitare il suo amico belga Dirk Lauwaert, con cui studiava al Centro Sperimentale, e la sorella Bieke con la quale avrà un intenso scambio epistolare sul Mondo dell'Arte e sulla sua arte pittorica e una grande e profonda amicizia. 
Visse fino alla morte a Bagnoli di Sopra con la madre. Dopo la Legge Basaglia del 1979, fu ricoverato nella casa di cura Parco dei Tigli a Teolo sui Colli Euganei.
Morì per un incidente stradale, travolto da dietro da un'auto mentre era in bicicletta, l'11 ottobre 1997. È sepolto nel cimitero di Arre.